# Magdalena Sadłecka
Magdalena Sadłecka (Łódź, 17 de marzo de 1982) es una deportista polaca que compitió en ciclismo de montaña en la disciplina de campo a través. Ganó una medalla de plata en el Campeonato Mundial de Ciclismo de Montaña en Maratón de 2003.

## Medallero internacional
| Campeonato Mundial | Campeonato Mundial | Campeonato Mundial | Campeonato Mundial |
| Año                | Lugar              | Medalla            | Competición        |
| ------------------ | ------------------ | ------------------ | ------------------ |
| 2003               | Lugano (Suiza)     | Medalla de plata   | Campo a través     |